# Czas vendetty
Czas vendetty – pierwszy album studyjny braci – odpowiednio rapera i producenta muzycznego Łukasza i Krzysztofa Szymańskich. Wydawnictwo ukazało się 14 lipca 2012 roku nakładem wytwórni muzycznej Fonografika.
Gościnnie w nagraniach wzięli udział m.in. Sokół, Kali, Brahu, Paluch oraz Bob One. Do utworów „Czas vendetty”, „Mój świat” i „Widzę Cię” zostały nakręcone teledyski. Nagrania dotarły do 18. miejsca zestawienia OLiS.

## Lista utworów
Źródło
1. „Pokochaj to jak ja”
2. „Bandyckie łzy”
3. „Mój świat” (gościnnie Miss God)
4. „W niewłaściwym miejscu”
5. „Kontroluj oddech” (gościnnie Sokół)
6. „Syn marnotrawny” (gościnnie Hartmann)
7. „Chce Cię czuć” (gościnnie Waco)
8. „Nawet gdy zostaniesz sam” (gościnnie Kali)
9. „Widzę Cię” (gościnnie Kasia Garłukiewicz)
10. „Muzyka” (gościnnie Bob One)
11. „Szybki puls” (gościnnie PRS, Siara ZBT)
12. „Nie mówię nic” (gościnnie Waco, Bynio)
13. „Na zerwanym moście”
14. „Jak chciałbyś żyć” (gościnnie Brahu)
15. „W plecy nóż” (gościnnie Czarny, Kasia Garłukiewicz)
16. „Czas vendetty” (gościnnie Fides)
17. „Niezła z Ciebie...”
18. „Nie idę w klub przed północą” (gościnnie Paluch)
19. „Teoria spisku II”
20. „Bulterier” (gościnnie Egon, Ziomus)